# АЕК-971
АЕК-971 — автомат, розроблений на Ковровському механічному заводі під керівництвом  Станіслава Кокшарова на основі автомата системи Константинова (СА-006), який брав участь в конкурсі 1974 року.

## Історія
АЕК-971 було розроблено для участі в конкурсі, оголошеному Міністерством Оборони СРСР, в ході якого перевага була віддана автомату Ніконова (АН-94 «Абакан»). Початковий варіант досить серйозно відрізняється від сучасних зразків, оскільки багато нововведень були визнані Міністерством оборони як зайві, що призвело до спрощення автомата. У 1990-х роках автомат був знову модифікований та випускався невеликими партіями до 2006 року для різних силових служб Росії, після чого виробництво було перенесено на Завод ім. Дегтярьова. Виробництво автоматів на новому місці не ведеться, оскільки розгортання потребувало би значних витрат, які не окупляться без надходження великих замовлень.

## Конструкція
АЕК-971 виконаний за традиційною схемою компонування (переднє положення магазина) та конструктивно значною мірою повторює автомат Калашникова — використовується поворотний затвор та автоматика перезарядки на основі газового двигуна, який приводиться в рух пороховими газами, відведеними через газовідвідну трубку над стволом. Автомат спроектований під патрони калібру 5,45 × 39 мм, є також варіанти даного автомата під патрон 5,56 мм НАТО (АЕК-972) та 7,62 × 39 мм (АЕК-973). Для живлення використовуються стандартні магазини від АК-74 (індекси 6Л20 та 6Л23) або АКМ, залежно від калібру.
Схема автоматики перероблена для усунення одного з недоліків автомата Калашникова — недостатньо високої купчастості автоматичного вогню, причиною якої є тряска автомата від переміщення затворної групи при перезарядці. З цією метою в АЕК-971 реалізована схема зі збалансованою автоматикою на основі газового двигуна (аналогічна схема застосована у пізніших автоматах АК-107 та АК-108). У вузол автоматики доданий балансир, відповідний по масі затворної групі. Затворна рама та балансир пов'язані через зубчасті рейки та шестерню, вісь якої укріплена у ствольній коробці. Поршні рами та балансира грають роль передньої та задньої стінок газової камери. У момент пострілу під тиском порохових газів вони починають одночасно рухатися в протилежних напрямках з рівними швидкостями, та імпульси їх руху компенсують один одного. У результаті зміщення зброї, викликане роботою автоматики, виходить мінімальним. Купчастість стрільби чергами з нестійких положень помітно поліпшується.
Корпус АЕК-971 — металевий, цівка, пістолетна рукоятка та ствольна коробка виконані з високоміцної пластмаси. Прапорець запобіжника-перекладача режимів вогню виведений на обидві сторони ствольної коробки (ліворуч — тільки перекладач). Механізм забезпечує три режими стрільби: одиночними, безперервними чергами та чергами з відсічкою по 3 постріли (у ранньому варіанті відсічення було по 2 постріли). На автоматі передбачені посадочні місця для кріплення багнет-ножа 6х4 та підствольного гранатомета (ГП-25 «Вогнище», ГП-30 «Взування» або ГП-34). Приціл секторний, аналогічний прицілу АК-74, прицільна колодка розташована перед кришкою ствольної коробки. Приклад на першому варіанті був складаний вліво, потім його змінив постійний приклад, а в сучасному варіанті він став складним вправо. У першій моделі автомата був дуловий гальмо-компенсатор з можливістю зміни отворів (збільшувати та зменшувати при стрільбі зі стійких і нестійких положень відповідно), в пізньому варіанті його замінив компенсатор від АК-74.

## Характеристики
Характеристики купчастості стрільби чергами пізнього (спрощеного) варіанту АЕК-971 у порівнянні АК-74 покращуються на 15-20%, а в порівнянні з автоматом Ніконова виявлена гірша точність другого влучення при стрільбі чергами, але краща купчастість довгих черг. Гарантійний ресурс нового автомата дорівнює такому в АК-74 та становить 10 000 пострілів. Бойова скорострільність — 40 пострілів у хвилину при стрільбі одиночними та 100 пострілів у хвилину при стрільбі чергами. Темп стрільби становить 800—900 пострілів у хвилину (у ранньому варіанті — близько 1500 пострілів на хвилину) в обох автоматичних режимах (на відміну від АН-94 «Абакан», у якого при стрільбі з відсічкою черги темп значно вищий). Дулова енергія для калібру 5,45 мм — близько 1500 Дж, для 7,62 мм — близько 2200 Дж при початковій швидкості кулі 730 м/с.

## Варіанти
- АЕК-971 — базовий варіант під радянський/російський патрон 5,45 × 39 мм.
- АЕК-972 — варіант АЕК-971 під патрон 5,56 × 45 мм НАТО.
- АЕК-973 — варіант АЕК-971 під радянський/російський патрон 7,62 × 39 мм, використовує магазини від АКМ.
  - АЕК-973С — варіант АЕК-973, з висувним телескопічним прикладом, зміненою формою і кутом нахилу пістолетної рукоятки[1].